# 峨眉红山茶
峨眉红山茶（学名：Camellia omeiensis）为山茶科山茶属的植物。分布于中国大陆的贵州、四川等地，目前尚未由人工引种栽培。